# Botruanthus mexicanus
Espèce
Botruanthus mexicanus est une espèce de cnidaires de la famille des Botrucnidiferidae.

## Systématique
L'espèce Botruanthus mexicanus a été décrite en 2016 par Sérgio N. Stampar (d), Ricardo González-Muñoz (d) et André Carrara Morandini (d),.

## Étymologie
Son épithète spécifique, mexicanus, fait référence au Mexique où l'espèce a été découverte.

## Publication originale
- (en) Sérgio N. Stampar, Ricardo González-Muñoz et André C. Morandini, « Botruanthus mexicanus (Cnidaria: Ceriantharia), a new species of tube-dwelling anemone from the Gulf of Mexico », Marine Biodiversity, Springer Science+Business Media, vol. 47, no 1,‎ 6 juin 2016, p. 113-118 (ISSN 1867-1616 et 1867-1624, DOI 10.1007/S12526-016-0521-2, lire en ligne).